# 그놈 두
그놈 두(GNOME Do)는 맥 오에스 텐의 퀵실버와 그놈 실행 상자의 영향을 받고 데이빗 시젤이 개발한 인기 있는 리눅스용 자유 애플리케이션 실행 소프트웨어이다. 다른 실행 소프트웨어와는 달리, 애플리케이션과 파일을 검색하는 것뿐만 아니라 검색 결과에 따라 즉시 특정한 동작을 수행할 수 있으며 사용자의 습관과 환경 설정을 검색 결과에 반영하기도 한다.
그놈 데스크톱 환경에 맞춰 개발되었으나, KDE와 같은 다른 데스크톱 환경에서도 작동한다.

## 같이 보기
- 그놈
- 모노 (소프트웨어)